# Bouddi-Nationalpark
Der Bouddi-Nationalpark ist ein Nationalpark im Osten des australischen Bundesstaates New South Wales, 44 Kilometer nordöstlich von Sydney am Ufer des Pazifischen Ozeans. Er liegt nahe der Broken Bay, der Mündung des Hawkesbury River. Ein Teil dieses Nationalparks umfasst auch die angrenzenden Küstengewässer, sodass ein zusammenhängender Lebensraum an Land, an der Küste und im Meer geschützt ist. Der Park umfasst auch Fletchers Glen, einen der letzten gemäßigten Regenwälder im zentralen Abschnitt der Küste von New South Wales.
Ursprünglich hieß der Park Bouddi Natural Park. Er erhielt seinen Namen auf dem zweiten Treffen der Parkvereinigung am 5. Juli 1936. Andere Namen im Gespräch waren Maitland Bay Park, Cape Three Points Reserve und Gerrinbombi Park. Der Grund für die Wahl des Namens war die Tatsache, dass Bouddi als Aboriginesname für dieses Gebiet dokumentiert war, da er schon in Karten von 1828 auftauchte. Der Name bedeutet im Deutschen „Herz“. Die Parkvereinigung wurde im Jahr vorher gegründet, um den Park zu verwalten, und hatte Mitglieder aus der NSW Federation of Bushwalking Clubs und dem Erina Shire Council.
1967 wurde der damals 530 Hektar große Park nach der gerade in Kraft getretenen Gesetzgebung in einen Nationalpark umgewidmet und in Bouddi State Park umbenannt. Die Verwaltung ging an den NSW National Park and Wildlife Service über und kurz danach wurde die Parkvereinigung in ein Beratungskomitee umgebildet. Am 1. Januar 1974 entfiel mit dem National Park and Wildlife Act die Kategorie State Park und der Park wurde in Bouddi-Nationalpark umbenannt.